# Casa Enric Laplana
La Casa Enric Laplana o Estapé és un edifici situat al passeig de Sant Joan, 6 de Barcelona, catalogat com a bé amb elements d'interès (categoria C).

## Història
Va ser projectada per l'arquitecte Bernardí Martorell i Puig.

## Descripció
És un edifici de planta baixa, cinc pisos i un àtic alineat a façana. S'organitza a través d'una escala comunitària amb celobert integrat al centre de la parcel·la que dona accés als pisos.
Els baixos, construïts amb pedra, tenen cinc obertures d'arc escarser. La resta de la façana té una composició d'obertures de quatre eixos verticals. La primera planta disposa d'una gran tribuna central de pedra que combinada amb els balcons laterals crea una component horitzontal que ajuda visualment a fer el canvi dels quatre eixos verticals a les cinc obertures de planta baixa. La tribuna està formada per una sèrie d'arcs polilobulats recolzats sobre columnes d'estil modernista. A la resta de la façana destaquen els esgrafiats de temàtica floral i els balcons que se sustenten amb una solució de línies de maó girats alternativament i reforçats per sota amb peces ceràmiques en forma de permòdols.
El balcó corregut de l'última planta serveix per canviar el revestiment d'estucat vermell de les plantes de sota per un de fàbrica de maó vist, també vermell, que arriba fins al remat de l'edifici. Aquest remat inclou un ampit ricament decorat amb maó i ceràmica i un àtic alineat a la part central de la façana. L'àtic està coronat per una cúpula coberta d'escates de ceràmica de colors. Geomètricament la cúpula està formada per una volta bufada i quatre paraments amb els arcs de mig punt corresponents. En el parament que afronta a carrer apareix un finestral amb cinc ulls de bou que envolten una insígnia en ceràmica amb les inicials J.H.S. La coberta és plana amb terrat que fa de terrassa a l'àtic.
Artísticament cal destacar el delicat treball de la pedra que s'utilitza per crear la decoració de les façanes, sobretot els elements de la tribuna i de la planta baixa carregats amb motius florals.
També són notables les complexes reixes de ferro de forja de les baranes dels balcons i els elements geomètrics de totxo vist del remat superior.
A l'interior trobem una rica decoració modernista amb elements d'alta qualitat artesanal com vidrieres, llums i decoracions ceràmiques de curosa execució.
L'edifici es considera modernista pel tipus d'estil de les decoracions. És notable la influència d'arquitectes catalans de l'època i d'altres centreeuropeus com els de la Sezession vienesa.